# Ballfieber
Ballfieber (Originaltitel: Fever Pitch) ist eine britische Literaturverfilmung von David Evans aus dem Jahr 1997. Sie beruht auf dem Roman Fever Pitch von Nick Hornby, der auch das Drehbuch zum Film schrieb.

## Handlung
London 1989: Englischlehrer Paul Ashworth ist ein Fan des FC Arsenal, seit ihn sein Vater vor 21 Jahren zum ersten Mal mit zu einem Spiel genommen hat. Verliert Arsenal, geht es Paul schlecht, gewinnen sie, hat er gute Laune. Seine Schüler mögen ihn, die Eltern achten ihn und seine Freizeit verbringt er, wenn er nicht zu einem Fußballspiel geht, als Trainer der Fußballmannschaft der Schule. Mit seinem Leben ist er zufrieden, solange er sich die Miete und das Geld für eine Jahreskarte im Stadion leisten kann.
Eines Tages kommt mit Sarah Hughes eine neue Lehrerin an die Schule, die verblüfft über das unkonventionelle Auftreten und die antiautoritären Lehrmethoden Pauls ist. Schwört sie gegenüber ihrer Mitbewohnerin noch, nie eine Affäre mit Paul zu beginnen, lädt sie ihn kurze Zeit später doch in ihre Wohnung ein, nachdem er sie im Regen nach Hause gefahren hat. Beide werden ein Paar, doch kann Sarah mit Pauls geradezu fanatischer Liebe zu Arsenal nicht umgehen. Sie versteht nicht, warum er jedes Wochenende im Stadion verbringt, das Jahr nach Saisons einteilt und in der spielfreien Zeit im Sommer nicht über einen gemeinsamen Urlaub, sondern nur über eventuelle Freundschaftsspiele seiner Mannschaft nachdenkt. Auch ein gemeinsamer Besuch im Stadion schreckt sie eher ab. Beide streiten sich immer öfter.
Als Paul erfährt, dass Sarah von ihm ein Kind erwartet, will er sich ändern. Er sieht sich plötzlich als Vater und Ehemann und will gerne Verantwortung übernehmen. Er bewirbt sich auf die freigewordene Stelle als Konrektor seiner Schule, die Schulleiter Ted ihm kurz zuvor noch vergeblich angeboten hatte. Mit Sarah sucht er nach einer gemeinsamen Wohnung, die er am Ende jedoch in unmittelbarer Nähe zum Highbury findet, was sie nicht überzeugen kann. Arsenal steht unterdessen kurz vor dem Gewinn der Meisterschaft, verliert jedoch ein wichtiges Spiel kurz vor Ende der Saison. Der Schmerz ist für Paul größer als die Absage seiner Konrektorstellen-Bewerbung. Als Sarah dies erkennt, trennt sie sich von ihm, obwohl sie inzwischen seine Fußballleidenschaft nachempfinden kann.
Das letzte Spiel der Saison am 26. Mai 1989 steht bevor. Der FC Liverpool spielt gegen Arsenal, und Arsenal muss mit zwei Toren Unterschied gewinnen, um auch die Meisterschaft für sich entscheiden zu können. Während Paul mit seinem besten Freund das Spiel am Fernseher verfolgt, hält es auch Sarah nicht mehr allein aus. Sie eilt zu ihm, als die letzten Minuten des Spiels laufen und Arsenal bereits mit einem Tor führt. Kurz vor dem Ende der Nachspielzeit klingelt sie, doch schreit Paul nur aus dem Fenster, dass, wer auch immer vor der Tür steht, gerade in den wichtigsten 60 Sekunden seines Lebens stört. Sie geht und Paul erlebt das Siegtor zum 0:2 – Arsenal ist Meister! Die Straße, auf der Sarah eben noch allein gestanden hat, füllt sich in Sekundenschnelle mit begeisterten Arsenal-Anhängern und alle feiern bis in die Abendstunden ausgelassen. Am Ende sehen sich Sarah und Paul auf der Straße und fallen sich in die Arme.
Drei Jahre später, Paul und Sarah leben mit ihrem gemeinsamen Kind zusammen, erzählt Paul, die Meisterschaft habe für ihn zu einer gesunden Distanz zu Arsenal geführt. Er liebe die Mannschaft zwar nach wie vor und besuche häufig ihre Spiele, könne jedoch inzwischen auch eigene Siege und Niederlagen haben, die nicht von einem Sieg oder einer Niederlage Arsenals abhängen. Und das sei gut, gewissermaßen.

## Produktion
Fever Pitch wurde an der Fortismere School im Londoner Stadtteil Muswell Hill sowie in Maidenhead, Berkshire, gedreht. Der Film erlebte am 4. April 1997 seinen Kinostart in Großbritannien und kam am 4. September 1997 auch in die deutschen Kinos. Ein Alternativtitel des Films lautet Fever Pitch – Ballfieber.
Der Film beruht auf Motiven des autobiografischen Romans Fever Pitch von Nick Hornby. Hornby schrieb das Drehbuch des Films und ist in einer Szene kurz als Fußballtrainer einer Schülermannschaft zu sehen.
2005 wurde mit Ein Mann für eine Saison eine US-amerikanische Neuverfilmung veröffentlicht, die das Geschehen auf Baseball überträgt.

## Kritik
Das Lexikon des internationalen Films nannte Fever Pitch einen „humorvolle[n], kenntnisreiche[n] und detailverliebte[n] Film über Fußball und wahre Fans, bei denen sogar die Liebe zu kurz kommt, da der Platz in ihrem Herzen längst besetzt ist. Ein kleiner, bescheiden inszenierter, insgesamt überzeugender Erstlingsfilm, der sich ganz auf sein Thema konzentriert.“
„Nie zuvor in der Geschichte des Films waren 22 schwitzende Männerfüße von solch entscheidender Bedeutung für einen romantischen Showdown – und allein schon deshalb gehört ‚Fever Pitch‘ in die Kino-Oberliga“, schrieb Cinema und nannte den Film eine „urbritische Verfilmung von Nick Hornbys Bestseller. Ansehen!“

## Weiteres
Die Hillsborough-Katastrophe (1989) wird im Film thematisiert.